# Kathedraal van de Heilige Drie-eenheid (Gibraltar)
De Kathedraal van de Heilige Drie-eenheid (Engels: Cathedral of the Holy Trinity) is een anglicaanse kathedraal in Gibraltar. De kathedraal is de hoofdkerk van het anglicaanse bisdom Gibraltar in Europa.

## Geschiedenis
De bouw van de kerk werd in gestart in 1825. In 1832 was de bouw voltooid en in 1838 volgde de inwijding van de kerk. Toen in 1842 het bisdom van Gibraltar ontstond, kreeg de kerk de status van kathedraal. Begin jaren 80 van de twintigste eeuw kwam er een vernieuwd bisdom: Gibraltar in Europa, vaak kortweg het bisdom in Europa genoemd. Ook van dit bisdom is de kerk de kathedraal. In april 1951 raakte de kerk beschadigd door de ontploffing van een schip dat in de haven van Gibraltar lag. Reparaties waren noodzakelijk en tot de kerst van dat jaar was de kerk buiten gebruik.